# Felix Meyer (Sänger)

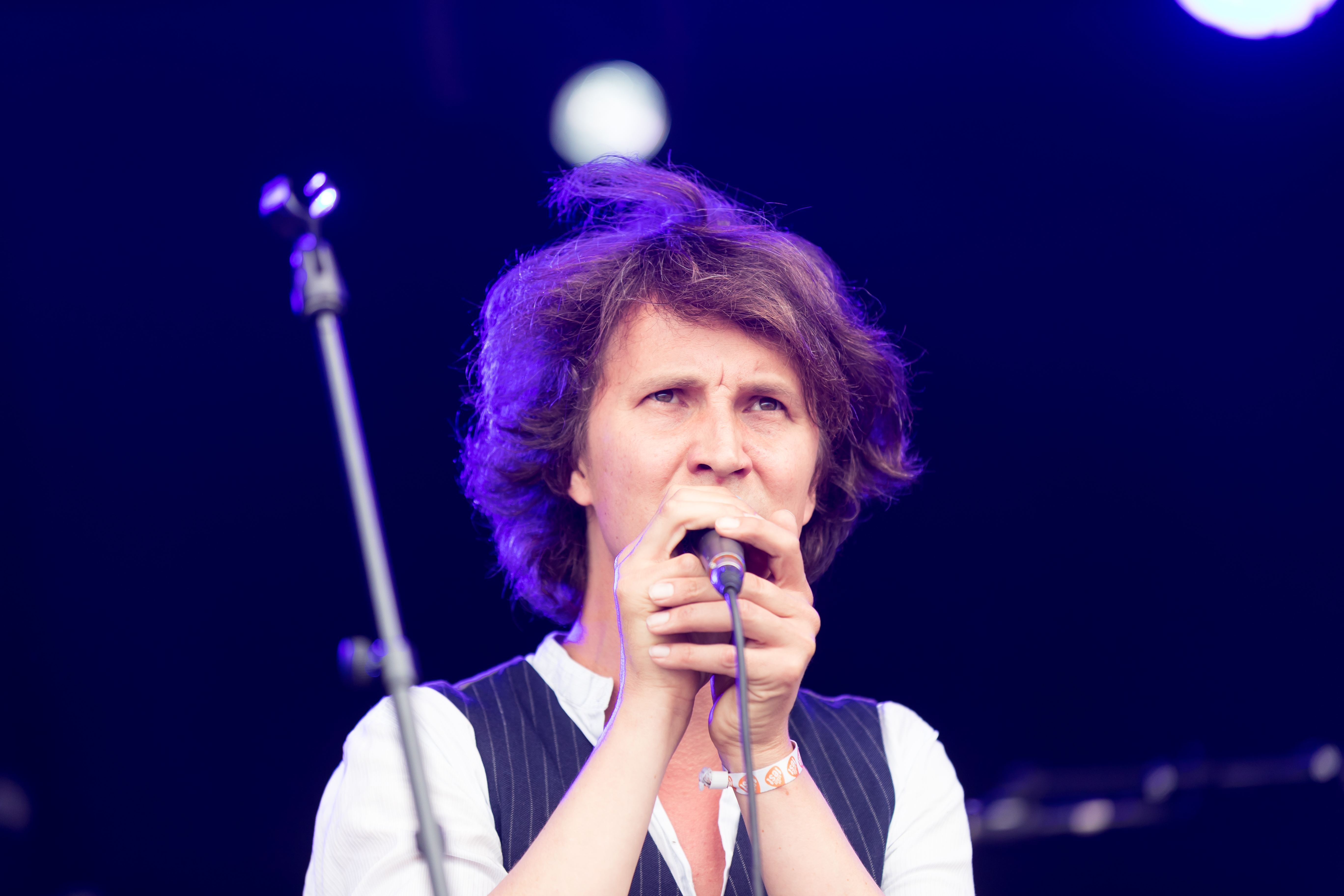
Felix Meyer

Felix Meyer (* 10. Dezember 1975 in Berlin) ist ein deutscher Sänger, Liedermacher und Dokumentarfotograf. Er ist in Bayern, Schleswig-Holstein und Berlin aufgewachsen, und lebt nach vielen Jahren in Lüneburg, Kiel und Hamburg heute wieder in Berlin. Meyer tritt mit seiner Band auf kleinen und großen Bühnen, Festivals, Demonstrationen und auch immer wieder in Fußgängerzonen in Deutschland und Europa auf.

## Leben
Felix Meyer war mit der Band project île, zu der Gitarrist und Percussionist Erik Manouz sowie Gitarrist Olaf Niebuhr gehörten, bereits seit über 15 Jahren durch Fußgängerzonen und Plätze Europas unterwegs, gab Straßenkonzerte und spielte dabei ein Repertoire aus Stücken verschiedener Länder, ehe bei einem Auftritt in Lüneburg der Produzent Peter Hoffmann (u. a. Tokio Hotel und Ben Becker) auf ihn aufmerksam wurde und ihn betreute. Im Folgenden wurde der Bandname project île abgelegt und die Person Felix Meyer in den Vordergrund gerückt. Unter Führung von Hoffmann und dem befreundeten Produzenten Franz Plasa (u. a. Selig, Keimzeit und Udo Lindenberg) wurde 2010 das Album Von Engeln und Schweinen veröffentlicht, bei dem der Schwerpunkt auf eigenen Liedern mit deutschen Texten liegt. Neben den eigenen Liedern sind auf diesem ersten Album auch Übersetzungen von Francis Cabrel (La corrida) und Noir Désir (Le vent nous portera) zu hören.
Am 4. September 2010 fand in Lüneburg einmalig ein von Felix Meyer organisiertes Straßenmusikfestival statt. Zu dem Festival lud Meyer Straßenmusiker ein, die er während seiner eigenen Reisen durch Deutschland kennengelernt hatte. Im November 2010 erhielt Felix Meyer den Förderpreis der Liederbestenliste auf dem Theaterkahn Dresden.
2012 erschien sein zweites Album erste Liebe / letzter Tanz bei dem zu Sony Music Entertainment gehörenden Label 105music und die Band ging mit diesem Programm zum ersten Mal auf eine eigene ausgedehnte Deutschland-Tour durch Clubs, Kinos und Theater. Die CD wurde bei MDR Figaro CD der Woche und Meyer erhielt für seine Arbeit den Transvocale-Preis im polnischen Słubice.
2013 nahm die Band an zahlreichen Festivals teil, darunter am Duisburger Traumzeit, am TFF Rudolstadt und am Nürnberger Bardentreffen. Der Auftritt in Rudolstadt wurde vom Deutschlandradio Kultur und der Deutschen Welle mitgeschnitten und ausgestrahlt. Der MDR berichtete zudem in verschiedenen Fernseh Dokumentationen des Festivals. Im August spielte die Combo erneut im Vorprogramm der Deutschlandtournee von Zaz. Der deutsch-französische Fernsehsender arte drehte eine halbstündige Dokumentation über den Werdegang des Chansoniers. Im Herbst des Jahres gingen Felix Meyer und Erik Manouz auf eine sogenannte „Landstraßenmusik“-Tour durch Dörfer und Kleinstädte. Bei drei Konzerten der Band Keimzeit im Dezember traten die beiden als Gäste im Programm auf und spielten gemeinsam mit der Band Lieder von Felix Meyer und von Keimzeit. Für das Album Zusammen von Keimzeit und dem Filmorchester Babelsberg interpretierte Meyer den Keimzeit-Klassiker So.
Nach einem Bruch mit der Plattenfirma erschien am 4. April 2014 das dritte Studioalbum Menschen des 21. Jahrhunderts (in Anlehnung an August Sanders Menschen des 20. Jahrhunderts) beim Leipziger Folk-Label Löwenzahn. Auch dieses Album wurde wieder von Franz Plasa in Hamburg produziert. Neben elf eigenen Titeln ist auch eine Übersetzung des Jacques-Brel-Chansons Il neige sur Liège zu hören.
Beim gleichen Independent-Label kam 2016 das Nachfolgealbum Fasst euch ein Herz mit zwölf Songs als Buch mit CD und DVD, CD und Vinyl-LP heraus. Ein Konzert Meyers in Trio-Besetzung mit Erik Manouz und Johannes Bigge vom 3. Juni 2016 auf dem Theaterkahn in Dresden wurde vom Deutschlandfunk mitgeschnitten und am 12. August 2016 gesendet. Das Titelstück des Albums Fasst Euch ein Herz erschien auch in einer Radioversion mit Konstantin Wecker, mit dem er 2017 ein Doppelkonzert in der Sendung „Hamburg Sounds“ beim NDR spielte. Im Gegenzug sangen die beiden im Jahr 2018 bei der #unteilbar Demonstration in Berlin gemeinsam den Wecker-Klassiker Sage Nein!
Im Mai 2018 trat Felix Meyer an vier Abenden gemeinsam mit Beppe Gambetta und James Keelaghan bei der Acoustic Night in Genua im Teatro della Corte mit einem Programm aus eigenen Stücken der drei Liedermacher sowie Übersetzungen und Interpretationen des Cantautore Fabrizio de André auf. Das Konzert wurde von Rai Radio 3 aufgezeichnet und am 6. Juni 2018 gesendet. Es erschien ein Video zu dem mit Max Prosa geschriebenen Stück Europa, in dem auch der Rapper Fayzen sowie die Liedermacherin Sarah Lesch mitwirken. Gemeinsam mit Maike Rosa Vogel schrieb Felix Meyer das Lied Feige Nuss für den Kinderlieder Sampler Unter meinem Bett 4. Mit seiner Kollegin Dota Kehr nahm er ein Video zu Kehrs Mascha Kaléko Vertonung Zum Trost auf.
Am 6. September 2019 erschien das fünfte Studioalbum Die im Dunkeln hört man doch! mit Texten des Liedermachers beim hannoverschen Independent-Label SPV. Im November folgte die ausgedehnte Tournee zum Album. Das Album erhielt für das erste Quartal 2020 den Preis der deutschen Schallplattenkritik in der Kategorie Liedermacher.
Im Dezember 2019 schrieb Meyer in Vorbereitung des Folkbaltica Festivals gemeinsam mit Harald Haugaard und Christian Juncker das Lied Leg dein Herz in meine Hand das 2020 zeitgleich auf Dänisch und in einer dänisch-deutschen Version erschien. Da das Festival, das in diesem Jahr unter dem Motto Grenzenlos stand, wegen der COVID-19-Pandemie ausfiel und die Grenze geschlossen war, kam es nicht wie geplant zur Uraufführung. Am 13. Juni 2021 waren Haugaard, Juncker und Meyer dann im Rahmen eines Staatsaktes eingeladen, die dänisch-deutsche Version des Liedes mit Orchester und 70-köpfigem Mädchenchor in Gegenwart der dänischen Königin Margrethe II, von Ministerpräsidentin Mette Frederiksen und dem deutschen Bundespräsidenten Frank-Walter Steinmeier, im Alsion Konzerthaus in Sønderborg zu spielen.
Im September 2022 erschien das sechste Studioalbum später noch immer, das in der Zeit der Pandemie unter Mitwirkung des mondëna quartet von Shir-Ran Yinon und einiger nationaler und internationaler Gäste wie Schauspieler Friedrich Mücke, Marc Benjamin Puch, Beppe Gambetta und Hugh Mc Millan entstanden war.
Bei einem dreimonatigen Aufenthalt in Kyōto von Januar bis April 2020 hatte Felix Meyer das Märchen Zufall oder Zauber geschrieben, das im Buch zum Album enthalten ist.
Im Winter 2022/23 entstand in Anlehnung an Die Kriegsfibel von Hanns Eisler und Bertolt Brecht gemeinsam mit der Schauspielerin und Sängerin Marie-Luise Gunst sowie den Musikern Johannes Feige und Jörg Mischke das Stück Kriegsfibel re:loaded, das nach der Premiere in Oldenburg auch in der Friedrich Ebert Stiftung in Berlin aufgeführt wurde.
Seit 2021 organisiert und moderiert Felix Meyer das Paradiesvogelfest an der Seite seines Freundes Prinz Chaos II. auf Schloss Weitersroda.
Seit 2023 ist er neben Dota Kehr und Max Prosa einer von drei Gastgebern der Liederreihe von Luft und Liedern des Atze Musiktheaters im neu entstandenen Amphitheater Luftschloss auf dem Tempelhofer Feld.
Felix Meyer lebt mit der Filmregisseurin Luise Donschen in Berlin.

## project île
Mitglieder

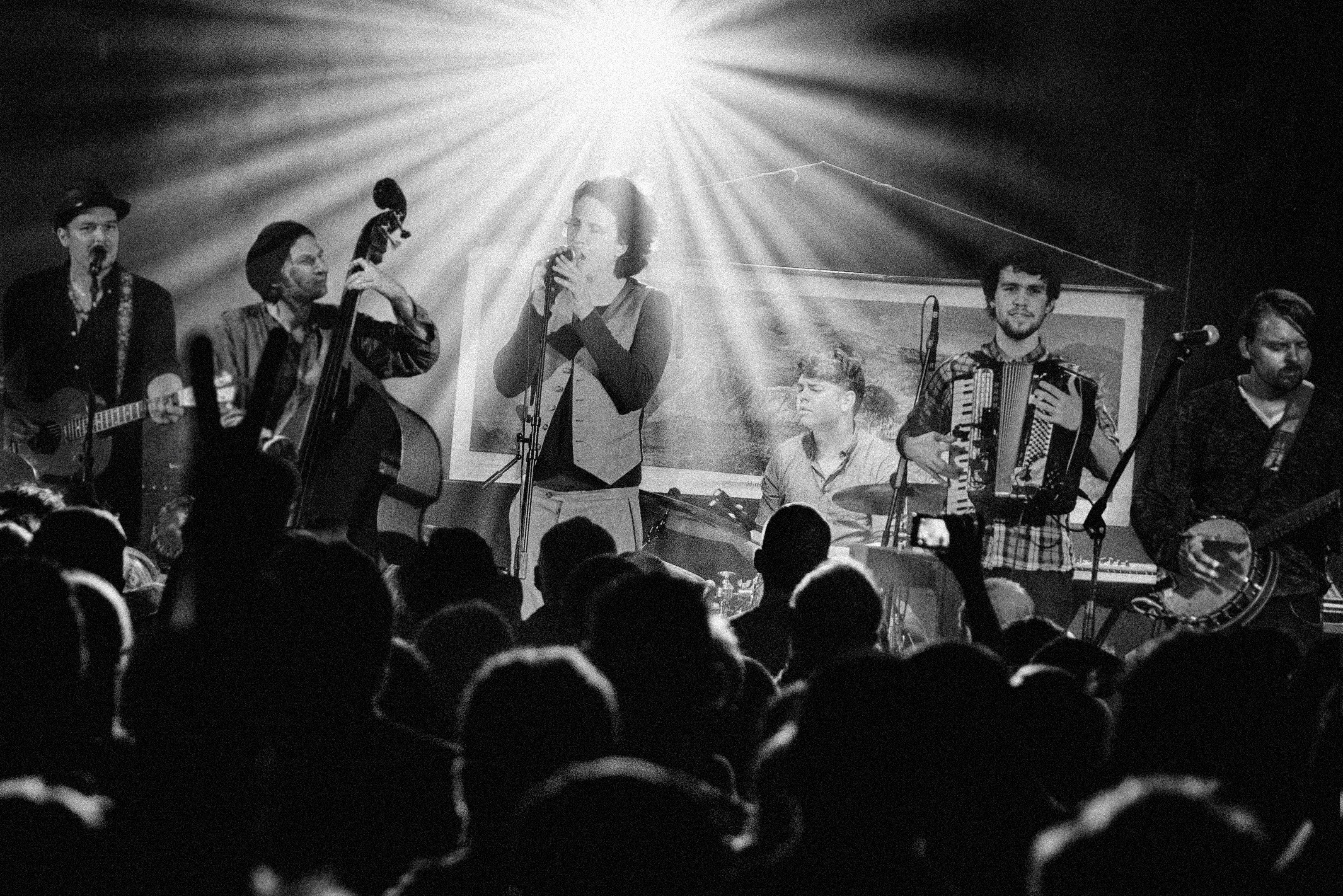
Felix Meyer & project île bei der „Fasst Euch ein Herz“-Tour 2016 im Moritzhof in Magdeburg

- Norman Daßler (Gitarre, Banjo, Gesang)
- Erik Manouz (bgl. Erik Wisniewski; Gitarre, Percussion, Gesang)
- Johannes Bigge (Akkordeon, Piano)
- Claudius Tölke (Kontrabass, Gesang)
- Clemens Litschko (Schlagzeug, Percussion)

## Diskografie
- From Hand to Holiday, Coversongs als project île
- Quadrilingue, Coversongs als project île
- Von Engeln und Schweinen (2010; HoPla Reloaded, später 105music / Sony Music Entertainment)
- erste Liebe / letzter Tanz (2012; 105music / Sony Music Entertainment)
- Postkarten, Straßenmusik Best of (2013; peermusic)
- Menschen des 21. Jahrhunderts (2014; Löwenzahn Medien)
- Zeichen der Zeit Live mit Cynthia Nickschas, Prinz Chaos II. und Wenzel (2015; Löwenzahn Medien)
- Fasst euch ein Herz, als Felix Meyer & Project Île (2016; Löwenzahn Medien)
- Weihnachtszeit auf den Straßen (2016; Löwenzahn Medien)
- Die im Dunkeln hört man doch (2019; SPV)
- Der Flaneur – Johannes Bigge spielt Lieder von Felix Meyer (2021; SPV)
- Später noch immer (2022; SPV)
- Der letzte schöne Tag, Live mit project île und dem mondëna quartet (2023; SPV)